# Akka (gebergte)

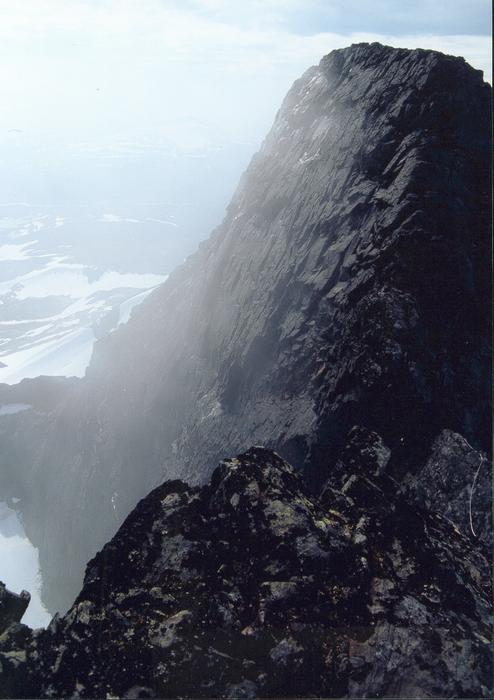
Stortoppen

Akka (Zweedse vorm van het Lule-Samische Áhkká: "oude vrouw") is een bergmassief in de zuidwesthoek van het Nationaal park Stora Sjöfallet in het noorden van Zweden.
In het massief zijn elf bergtoppen te vinden waarvan de Stortoppen (Zweeds: "hoge top") met 2016 meter de hoogste is. Deze bergtop, die door de Samen als heilig beschouwd wordt, staat op de 8e plaats in de Zweedse ranglijst van bergtoppen. De berg heeft een verticale helling van 1596 meter hoog, van de top van de berg tot het Akkajauremeer dat op 453 meter hoogte ligt. Dit is de hoogste klif van Zweden. Het massief maakt een ongenaakbare indruk en ligt bovendien nogal afgelegen waardoor de verstoring door toeristen beperkt gebleven is. De combinatie van deze factoren heeft het massief de bijnaam Koningin van Lapland bezorgd.